# Aleksandra Duńska
Niektóre z zamieszczonych tu informacji wymagają weryfikacji.
 Po wyeliminowaniu niedoskonałości należy usunąć szablon {{Dopracować}} z tego artykułu.
Aleksandra Duńska, właśc. Alexandra Caroline Marie Charlotte Louise Julia Schleswig-Holstein-Sonderburg-Glücksburg zwana Alix (ur. 1 grudnia 1844 w Kopenhadze, zm. 20 listopada 1925 w Sandringham House) – księżniczka Danii, królowa Wielkiej Brytanii, żona Edwarda VII.

## Życiorys

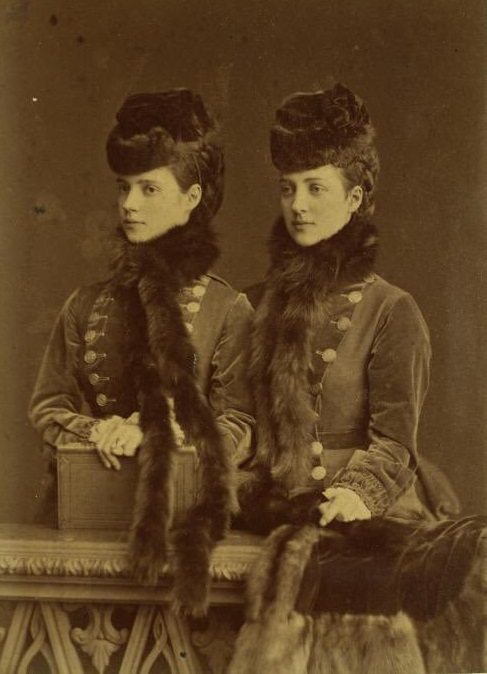
Aleksandra i jej siostra, Maria

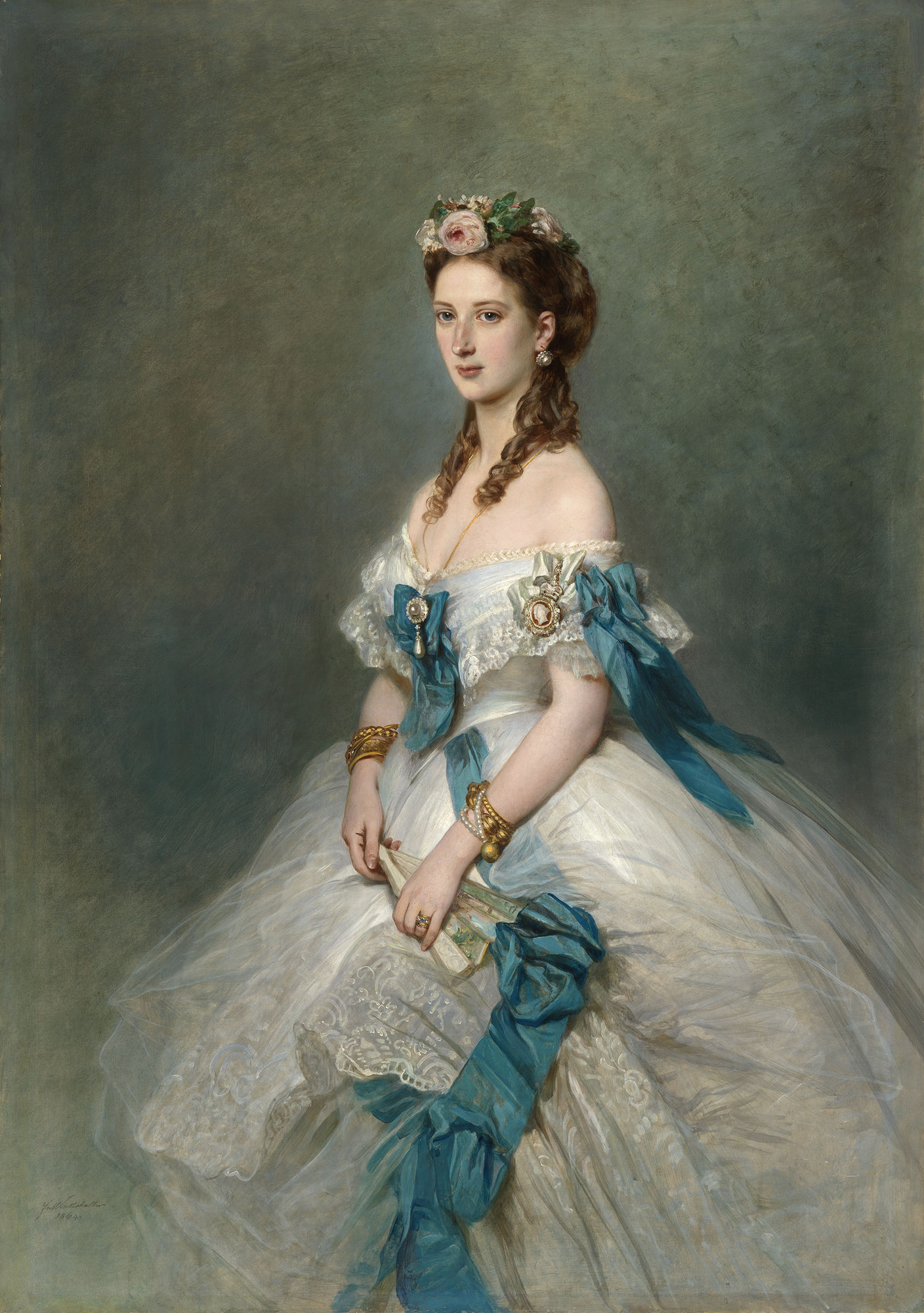
Aleksandra na portrecie Franza Winterhaltera, 1864

Była córką króla Danii Chrystiana IX i Luizy z Hesji-Kassel; królami byli jej bracia – Fryderyk VIII w Danii, Jerzy I w Grecji, zaś siostra Dagmara jako Maria Fiodorowna została carycą Rosji i małżonką cara Aleksandra III. Aleksandra była uznawana za najpiękniejszą spośród trzech córek króla Danii. Podobnie jak jej matka, cierpiała na otosklerozę – chorobę uszu powodującą pogarszające się z wiekiem niedosłyszenie.
Chociaż Aleksandra pochodziła z królewskiej rodziny, prowadziła stosunkowo normalne życie i nie wychowywała się w wielkim bogactwie. Czasami ich dom odwiedzał Hans Christian Andersen, opowiadał dzieciom bajki przed snem. Przyszła królowa Anglii dzieliła pokój ze swoją siostrą, Marią. Była nauczana przez angielskiego kapelana, zachowała pobożność przez całe życie.
Gdy królowa Wiktoria i książę Albert zaczęli szukać żony dla swojego najstarszego syna, Aleksandra nie była pierwsza na ich liście kandydatek. W poszukiwaniach przyszłej królowej pomagała rodzicom Wiktoria, cesarzowa Niemiec. Duńczycy byli w stanie wojny z Prusami, a większość brytyjskiej rodziny królewskiej była spokrewniona z niemieckimi dynastiami. Ostatecznie z braku innych kandydatek Aleksandra stała się ich „jedną, jedyną do wyboru”.
24 września 1861 Wiktoria, przyszła cesarzowa Niemiec, poznała swojego brata Edwarda z księżniczką Aleksandrą w Spirze, lecz dopiero niemal rok później, 9 września 1862 (po romansie z Nellie Clifden i śmierci jego ojca) Edward oświadczył się Aleksandrze na Zamku Królewskim w Laeken, który był siedzibą jego wuja, Leopolda I, króla Belgów.
Kilka miesięcy później Aleksandra odbyła podróż z rodzinnej Danii do Wielkiej Brytanii na królewskim jachcie HMY „Victoria and Albert II”, aby poślubić księcia Walii. Do swojego nowego kraju przybyła 7 marca 1863, wylądowała w Gravesend, Kent.
10 marca 1863 wyszła za mąż za najstarszego syna królowej Wiktorii, księcia Walii Edwarda. Wybór Edwarda napotkał się początkowo z oporem królowej Wiktorii, sympatyzującej z Niemcami, ostatecznie jednak księżniczka Aleksandra została zaakceptowana.
Wybór miejsca ślubu, kaplicy św. Jerzego na zamku w Windsorze, był krytykowany, jest to bowiem niezbyt duże pomieszczenie, w dodatku poza Londynem i nie mogło być tłem spektaklu dla wielu ludzi, którzy chcieli zobaczyć uroczystość. Miejsce nie spodobało się także tym, którzy właśnie z powodu jego wielkości nie zostali zaproszeni, chociaż mogli się tego spodziewać. Królowa Wiktoria, która ciągle nie mogła pogodzić się ze stratą swego małżonka, pragnęła, by ślub był osnuty smutkiem. Dwór, jeszcze w żałobie po zmarłym księciu-małżonku, był zobowiązany do noszenia podczas uroczystości strojów szaroliliowych lub fiołkoworóżowych.
Aleksandra szczególnie nienawidziła Prus. Jej złe nastawienie do tego kraju było wynikiem wojny duńskiej z 1864, kiedy to Prusy odebrały Danii Holsztyn i Szlezwik. Przyszła królowa uważała tę wojnę za bezprawną napaść wojsk pruskich na małą i biedną wówczas Danię. W późniejszym czasie wpajała swojemu mężowi nienawiść do Prusaków, a gdy tylko miała okazję, czyniła afronty przedstawicielom Niemiec. Razem ze swoją siostrą, carową Marią, próbowały tworzyć koalicję antyniemiecką Anglii i Rosji, a podczas oficjalnych wizyt, gdy tylko pojawiały się publicznie, starały się ubierać zawsze tak samo, aby podkreślić związki brytyjskiego i rosyjskiego imperium. Ku wielkiej złości królowej Wiktorii i jej najstarszej córki, książę Edward popierał Duńczyków w ich wojnie z Prusakami.
Przypadł jej tytuł księżnej Walii, który nosiła przez 38 lat, najdłużej w historii. Małżeństwo nie było najszczęśliwsze, książę nie poświęcał żonie i dzieciom wiele uwagi, miał liczne kochanki (m.in. znaną z urody Jennie Jerome, matkę Winstona Churchilla). Niezależnie od tego z małżeństwa z Edwardem urodziło się sześcioro dzieci:
- Albert Victor (1864-1892)
- George Frederick Ernest Albert (1865-1936), przyszły król Jerzy V
- Louise (1867-1931)
- Victoria (1868-1935)
- Maud (1869-1938), przyszła żona króla Norwegii Haakona VII
- John (zmarł zaraz po urodzeniu 6 kwietnia 1871)

W pierwszych latach była znana z aktywności fizycznej, lubiła taniec i łyżwiarstwo. Wiele czasu poświęcała dzieciom, przeżywając wielkie załamanie psychiczne po śmierci najstarszego syna Alberta w 1892. Aktywność fizyczną ograniczyły w kolejnych latach bóle szyi, efekt urazu odniesionego w dzieciństwie. Publicznie Aleksandra była pełna godności i urocza, prywatnie wesoła i ciepła. Ku niezadowoleniu królowej Wiktorii księżna uwielbiała polowania, była świetną amazonką. Nienawiść przyszłej królowej do Niemców prowadziła do tarć między Wiktorią a jej synową. Wszystkie dzieci Aleksandry urodziły się przedwcześnie. Ponieważ nie chciała, aby teściowa była obecna przy ich narodzinach, celowo wprowadzała w błąd królową co do prawdopodobnej daty urodzin. Podczas narodzin jej trzeciego dziecka w 1867 istniało ryzyko śmierci Aleksandry, poród pozostawił ją na stałe osłabioną.
Po śmierci królowej Wiktorii (22 stycznia 1901) Edward  odziedziczył tron Anglii (oraz tytuł cesarza Indii). 9 sierpnia 1902 para królewska została uroczyście koronowana w opactwie Westminster. Gdy w 1910 zmarł mąż Aleksandry, szczerze go opłakiwała, mimo że ją zdradzał, a przed śmiercią Edwarda sprowadziła nawet jego kochankę.
Jako królowa-małżonka, a następnie królowa-matka (po śmierci Edwarda w maju 1910) była jedną z popularniejszych postaci brytyjskiej rodziny królewskiej. Działała w wielu organizacjach charytatywnych. W okresie wojny burskiej stworzyła Korpus Pielęgniarski Królowej Aleksandry, którym w późniejszym okresie tradycyjnie dowodziły członkinie rodziny królewskiej. Była m.in. damą Orderu Podwiązki.
Nie uczestniczyła w koronacji swojego syna w 1911, ponieważ nie było to w zwyczaju. Kontynuowała jednak swoje życie publiczne, uczestnicząc między innymi  w akcjach charytatywnych. Aleksandra zachowała młody wygląd przez wiele lat, jednak podczas wojny znacznie się postarzała. Zaczęła nosić welony i mocny makijaż, za co była krytykowana. Pod koniec życia miała problemy z wzrokiem, mową i pamięcią.
Zmarła na zawał serca w prywatnej, wiejskiej rezydencji królewskiej w Sandringham House (którą wcześniej znacznie przebudowała).

## Genealogia
|  |                                                   |  |  |  |  |  |  |  |  |  |  |  |  |
|  | Fryderyk Karol Schleswig-Holstein-Sonderburg-Beck |  |  |  |  |  |  |  |  |  |  |  |  |
|  |                                                   |  |  |  |  |  |  |  |  |  |  |  |  |
|  |                                                   |  |  |  |  |  |  |  |  |  |  |  |  |
|  | Fryderyk Wilhelm                                  |  |  |  |  |  |  |  |  |  |  |  |  |
|  |                                                   |  |  |  |  |  |  |  |  |  |  |  |  |
|  |                                                   |  |  |  |  |  |  |  |  |  |  |  |  |
|  | Fryderyka Amalia Schlieben                        |  |  |  |  |  |  |  |  |  |  |  |  |
|  |                                                   |  |  |  |  |  |  |  |  |  |  |  |  |
|  |                                                   |  |  |  |  |  |  |  |  |  |  |  |  |
|  | Chrystian IX                                      |  |  |  |  |  |  |  |  |  |  |  |  |
|  |                                                   |  |  |  |  |  |  |  |  |  |  |  |  |
|  |                                                   |  |  |  |  |  |  |  |  |  |  |  |  |
|  | Karol Hessen-Kassel                               |  |  |  |  |  |  |  |  |  |  |  |  |
|  |                                                   |  |  |  |  |  |  |  |  |  |  |  |  |
|  |                                                   |  |  |  |  |  |  |  |  |  |  |  |  |
|  | Luiza Karolina Hessen-Kassel                      |  |  |  |  |  |  |  |  |  |  |  |  |
|  |                                                   |  |  |  |  |  |  |  |  |  |  |  |  |
|  |                                                   |  |  |  |  |  |  |  |  |  |  |  |  |
|  | Luiza Oldenburg                                   |  |  |  |  |  |  |  |  |  |  |  |  |
|  |                                                   |  |  |  |  |  |  |  |  |  |  |  |  |
|  |                                                   |  |  |  |  |  |  |  |  |  |  |  |  |
|  | Aleksandra Duńska                                 |  |  |  |  |  |  |  |  |  |  |  |  |
|  |                                                   |  |  |  |  |  |  |  |  |  |  |  |  |
|  |                                                   |  |  |  |  |  |  |  |  |  |  |  |  |
|  | Fryderyk Heski                                    |  |  |  |  |  |  |  |  |  |  |  |  |
|  |                                                   |  |  |  |  |  |  |  |  |  |  |  |  |
|  |                                                   |  |  |  |  |  |  |  |  |  |  |  |  |
|  | Wilhelm Heski                                     |  |  |  |  |  |  |  |  |  |  |  |  |
|  |                                                   |  |  |  |  |  |  |  |  |  |  |  |  |
|  |                                                   |  |  |  |  |  |  |  |  |  |  |  |  |
|  | Karolina Nassau-Usingen                           |  |  |  |  |  |  |  |  |  |  |  |  |
|  |                                                   |  |  |  |  |  |  |  |  |  |  |  |  |
|  |                                                   |  |  |  |  |  |  |  |  |  |  |  |  |
|  | Luiza Hessen-Kassel                               |  |  |  |  |  |  |  |  |  |  |  |  |
|  |                                                   |  |  |  |  |  |  |  |  |  |  |  |  |
|  |                                                   |  |  |  |  |  |  |  |  |  |  |  |  |
|  | Fryderyk Oldenburg                                |  |  |  |  |  |  |  |  |  |  |  |  |
|  |                                                   |  |  |  |  |  |  |  |  |  |  |  |  |
|  |                                                   |  |  |  |  |  |  |  |  |  |  |  |  |
|  | Luiza Charlotta Oldenburg                         |  |  |  |  |  |  |  |  |  |  |  |  |
|  |                                                   |  |  |  |  |  |  |  |  |  |  |  |  |
|  |                                                   |  |  |  |  |  |  |  |  |  |  |  |  |
|  | Zofia Mecklenburg-Schwerin                        |  |  |  |  |  |  |  |  |  |  |  |  |
|  |                                                   |  |  |  |  |  |  |  |  |  |  |  |  |
|  |                                                   |  |  |  |  |  |  |  |  |  |  |  |  |